# Giannino Pieralisi Volley 2009-2010
Questa voce raccoglie le informazioni riguardanti il Giannino Pieralisi Volley nelle competizioni ufficiali della stagione 2009-2010.

## Organigramma societario
Area direttiva
- Presidente: Gennaro Pieralisi

Area tecnica
- Allenatore: Dragan Nešić
- Allenatore in seconda: Marco Gaspari
- Scout man: Raffaele Romagnoli

Area sanitaria
- Medico: Daniele Lenti
- Preparatore atletico: Lorenzo Pistoli
- Fisioterapista: Ilaria Barontini
- Osteopata: Gianni Serrani
- Preparatore atletico: Christian Verona
- Massaggiatore: Francesco Pieralisi

## Rosa
| N° | Nome               | Ruolo | Data di nascita   | Nazionalità sportiva |
| -- | ------------------ | ----- | ----------------- | -------------------- |
| 3  | Martina Mataloni   | L     | 1º settembre 1988 | Italia               |
| 5  | Ljubov' Sokolova   | O     | 4 dicembre 1977   | Russia               |
| 6  | Claudia Mazzoni    | L     | 14 ottobre 1980   | Italia               |
| 7  | Chiara Negrini     | S     | 27 aprile 1979    | Italia               |
| 8  | Simona Rinieri     | S     | 1º settembre 1977 | Italia               |
| 9  | Heather Bown       | C     | 29 novembre 1978  | Stati Uniti          |
| 10 | Moira Cerioni      | P     | 27 settembre 1977 | Italia               |
| 11 | Francesca Devetag  | C     | 13 novembre 1986  | Italia               |
| 13 | Raffaella Calloni  | C     | 4 maggio 1983     | Italia               |
| 14 | Stefania Dall'Igna | P     | 22 novembre 1984  | Italia               |
| 16 | Valentina Tirozzi  | S     | 26 marzo 1986     | Italia               |